# Estádio Municipal Castor Cifuentes
Estádio Municipal Castor Cifuentes – stadion piłkarski, w Nova Lima, Minas Gerais, Brazylia, na którym swoje mecze rozgrywa klub Villa Nova AC.